# Bataille de Vitry
Première Guerre mondiale
Batailles
Front d'Europe de l’Ouest
- Liège (8-1914)
- Namur (8-1914)
- Frontières (8-1914)
- Anvers (9-1914)
- Grande Retraite (9-1914)
- Marne (9-1914)
- Course à la mer (9-1914)
- Yser (10-1914)
- Messines (10-1914)
- Ypres (10-1914)
- Givenchy (12-1914)
- 1re Champagne (12-1914)
- Hartmannswillerkopf (1-1915)
- Neuve-Chapelle (3-1915)
- 2e Ypres (4-1915)
- Colline 60 (4-1915)
- Artois (5-1915)
- Festubert (5-1915)
- Quennevières (6-1915)
- Linge (7-1915)
- 2e Artois (9-1915)
- 2e Champagne (9-1915)
- Loos (9-1915)
- Verdun (2-1916)
- Redoute Hohenzollern (3-1916)
- Hulluch (4-1916)
- 1re Somme (7-1916)
- Fromelles (7-1916)
- Arras (4-1917)
- Vimy (4-1917)
- Chemin des Dames (4-1917)
- 3e Champagne (4-1917)
- 2e Messines (6-1917)
- Passchendaele (7-1917)
- Cote 70 (8-1917)
- 2e Verdun (8-1917)
- Malmaison (10-1917)
- Cambrai (11-1917)
- Bombardements de Paris (1-1918)
- Offensive du Printemps (3-1918)
- Lys (4-1918)
- Aisne (5-1918)
- Bois Belleau (6-1918)
- 2e Marne (7-1918)
- 4e Champagne (7-1918)
- Château-Thierry (7-1918)
- Le Hamel (7-1918)
- Amiens (8-1918)
- Cent-Jours (8-1918)
- 2e Somme (9-1918)
- Bataille de la ligne Hindenburg
- Meuse-Argonne (10-1918)
- Cambrai (10-1918)

Front italien
Front d'Europe de l’Est
Front des Balkans
Front du Moyen-Orient
Front africain
Bataille de l'Atlantique
La bataille de Vitry est une bataille de la Première Guerre mondiale qui se déroule du 6 au 9 septembre 1914 lors de la bataille de la Marne. Elle oppose une partie de la IVe armée allemande du prince Albert de Wurtemberg soutenu par le XIXe corps d'armée de la IIIe armée allemande de Hausen à l'aile gauche de la 4e armée française du général Langle de Cary.
Les troupes allemandes ont reçu l'ordre de se diriger vers le sud et de percer les lignes françaises. Durant quatre jours, les combats font rage sans gains territoriaux. À partir du 8 septembre, le début de la retraite des Ire, IIe, IIIe armées allemandes et l'arrivée en renfort du 21e corps d'armée permet un début d'enveloppement de la IVe armée allemande qui est contrainte au repli.

## Forces en présence

### Organisation et objectifs des forces françaises
Lorsque le général Langle de Cary reçoit l'ordre du général Joffre de stopper la retraite et de faire face aux troupes allemandes pour le lendemain, la 4e armée française occupe un front de 50 km environ s'étendant de l'est de Mailly au canal de la Marne au Rhin. Elle est orientée face au nord, nord-ouest et fait un angle assez marqué avec le front de la 9e armée française ; en revanche elle est dans l'alignement de la gauche de la 3e armée française vers la trouée de Révigny.
le général Langle de Cary organise alors ses troupes pour le lendemain. Le 17e corps d'armée, composé des 33e et 34e divisions d'infanterie occupe l'aile gauche en échelon refusé vers Somsois pour s'opposer à un mouvement débordant des troupes allemandes. Le 2e corps d'armée, formé des 3e et 4e divisions d'infanterie, occupe l'aile droite du front, il est lié avec la 3e armée française, le corps d'armée colonial, composé des 2e et 3e divisions d'infanterie coloniale et de la 6e brigade, est aligné dans le prolongement du 2e corps d'armée, ces deux unités ont pour mission de bloquer les tentatives des troupes allemandes de franchir les différents cours d'eau dont le canal de la Marne au Rhin. Le 12e corps d'armée, formé des 23e et 24e divisions d'infanterie, assure la liaison entre les deux ailes de l'armée, il est renforcé par l'artillerie lourde de l'armée soit un groupe de douze pièces de 155 CTR.